# Amschel Moses Rothschild
Amschel Moses Rothschild (Francoforte, 1710 – Francoforte, 1755) è stato un mercante tedesco, considerato il capostipite della famiglia Rothschild.

## Biografia
Nacque intorno al 1710 nello Judengasse, il ghetto ebraico di Francoforte, figlio di Moses Kalman Rothschild. Nello Jugengasse gestì un piccolo negozio dove svolgeva anche l'attività di cambiavalute. Fu anche venditore di monete da collezione al Principe di Assia. Secondo una dichiarazione delle tasse del 1749 il suo reddito ammontava a 1375 fiorini, una somma modesta che lo collocava nei livelli più bassi della piccola borghesia.
Sposò Schönche Lechnich dalla quale ebbe otto figli, cinque dei quali raggiunsero l'età adulta: Bele, Gutelche, Moses Amschel, Mayer Amschel e Kalman Amschel. Il più noto dei suoi figli fu sicuramente Mayer Amschel Rothschild, che continuò l'attività commerciale del padre e fu il fondatore dell'impero bancario della famiglia Rothschild.
Amschel Moses Rothschild morì il 6 ottobre 1755 durante una epidemia di vaiolo scoppiata nel ghetto di Francoforte. È sepolto a Francoforte nel cimitero ebraico di Battonnstraße.